# شانا دابسون
شانا دابسون (انگلیسی: Shana Dobson؛ زادهٔ ۳۰ مارس ۱۹۸۹) ورزشکار هنرهای رزمی ترکیبی و بوکسور اهل ایالات متحده آمریکا است. وی بین سال‌های ۲۰۱۶ تا ۲۰۲۱ میلادی فعالیت می‌کرد.